# Suchodołowka
Suchodołowka (ros. Суходоловка) – wieś (ros. деревня, trb. dieriewnia) w zachodniej Rosji, w sielsowiecie djakonowskim rejonu oktiabrskiego w obwodzie kurskim.

## Geografia
Miejscowość położona jest w dorzeczu Sejmu (lewy dopływ Desny), przy północnej granicy centrum administracyjnego sielsowietu (Djakonowo), 1,5 km na południowy zachód od centrum administracyjnego rejonu (Priamicyno), 18 km na południowy zachód od Kurska, 12 km od drogi magistralnej (federalnego znaczenia) M2 «Krym».
We wsi znajdują się 203 posesje.
Klimat
Miejscowość, jak i cały rejon, znajduje się w strefie klimatu kontynentalnego z łagodnym ciepłym latem i równomiernie rozłożonymi opadami rocznymi (Dfb w klasyfikacji klimatów Köppena).

## Demografia
W 2010 r. wieś zamieszkiwało 645 osób.